# Ewa Stojowska
Ewa Stojowska, auch Eva, eigentlich Krystyna Ewa Pryzińska (* 24. Dezember 1908 in Tarnów; † 11. Januar 1996 in Krakau) war eine eigentlich österreichisch-ungarische, später polnische Sängerin, Theaterschauspielerin, Theaterregisseurin, Widerstandskämpferin und Holocaustüberlebende.

## Leben
Ewa Stojowska, ihr Künstlername, war eine Tochter des Obersts der polnischen Kavallerie Jan Pryziński (1879–1959). Stojowska bestand 1935 ihre Schauspielprüfung und war ab dann am Stadttheater in Lemberg aktiv. 1938 ging sie nach Warschau in ein Theater.
Mit der deutschen Besetzung Polens durch die Wehrmacht wurde sie im polnischen Widerstand um Roman Niewiarowicz aktiv. Am 17. Mai 1943 verhaftete sie die Gestapo und sie wurde im Warschauer Gefängnis für sechs Wochen inhaftiert. Es folgten fünf Monate in Lemberg. Anschließend wurde sie nach Auschwitz deportiert und erhielt hier die Häftlingsnummer 64.098. Ab November 1943 war sie als Sängerin und Notenschreiberin im Mädchenorchester von Auschwitz. Anfang Dezember 1944, nach der Auflösung des Mädchenorchesters, kam sie für zwei Wochen in das Männerlager von Auschwitz und für weitere Wochen in ein Krakauer Gefängnis. Im Januar 1945 wurde sie nach Bergen-Belsen verlegt und wurde hier Blockälteste von Block 201. Sie erkrankte an Typhus, erlebte aber Mitte April 1945 die Befreiung des Konzentrationslagers.
Im Bergen-Belsen-Prozess sagte sie Mitte Juni 1945 aus und identifizierte Personen, welche im KZ Auschwitz bei der Selektion teilnahmen. Neben den Lagerärzten Josef Mengele, Fritz Klein und Werner Rohde identifizierte sie SS-Angehörige, den Lagerkommandanten Josef Kramer, seinen Stellvertreter Franz Hößler und einen Rapportführer Tauber. Aber auch vier SS-Aufseherinnen konnte sie benennen: Maria Mandl, Margot Drechsel, Elisabeth Hasse und Therese Brandl. Sie sagte auch gegen Helena Kopper, Hertha Ehlert und Elisabeth Volkenrath aus. Zusätzlich konnte sie während des Prozesses einer Person, Walter Otto, seine Funktion und den Dienstgrad eines Unterscharführers zuweisen und beschrieb ihre Misshandlung durch ihn.
Nach dem Krieg blieb Stojowska im DP-Camp Belsen und organisierte dort musikalische Unterhaltung für die Befreier und die ehemaligen Häftlinge. Sie schlug die Zusammenstellung eines internationalen Kabaretts vor und trug bei den Vorstellungen Opernarien vor. Auch Lily Máthé, eine Geigerin des ehemaligen Mädchenorchesters von Auschwitz und gezeichnet von einer Typhuserkrankung, trat auf. Später unterzeichnete sie gemeinsam mit anderen Überlebenden Kontrakte für die britische Soldatenbetreuung.
1946 kehrte sie nach Polen zurück und lebte fortan in Krakau. Sie legte dort eine Regieprüfung ab und war zusätzlich zu ihrem schauspielerischen Engagement als Regisseurin, z. B. bei der Aufführung von Kaprysy Marianny (Mariannes Launen) von Alfred de Musset 1956 am Theater Teatr im. Juliusza Słowackiego in Krakau, tätig. 1957 trat sie im Film Zagubione uczucia von Jerzy Zarzycki auf.
Ewa Stojowska war kurz mit Wiktor Budzyński (1906–1972), den sie aus der Zeit in Lemberg kannte und dessen erste Ehe es war, verheiratet. Sie hatten einen gemeinsamen Sohn.